# Estación Honjin
La estación Honjin (本陣駅 Honjin-eki?) de la Línea Higashiyama, es operada por el Buró de transporte de la ciudad de Nagoya, y está identificada como H-06. Se encuentra ubicada en el barrio de Toriitōri, Nakamura, en la ciudad de Nagoya, prefectura de Aichi, Japón. La estación abrió el 1 de abril de 1969. Presenta una tipología de andenes laterales.

## Otros medios
- Bus de Nagoya
  - Líneas: 25 y 29
- Línea principal Meitetsu Nagoya
  - Estación Sakō

## Sitios de interés
- Mezquita de Nagoya.
- Escuela primaria Toyotomi.

## Imágenes

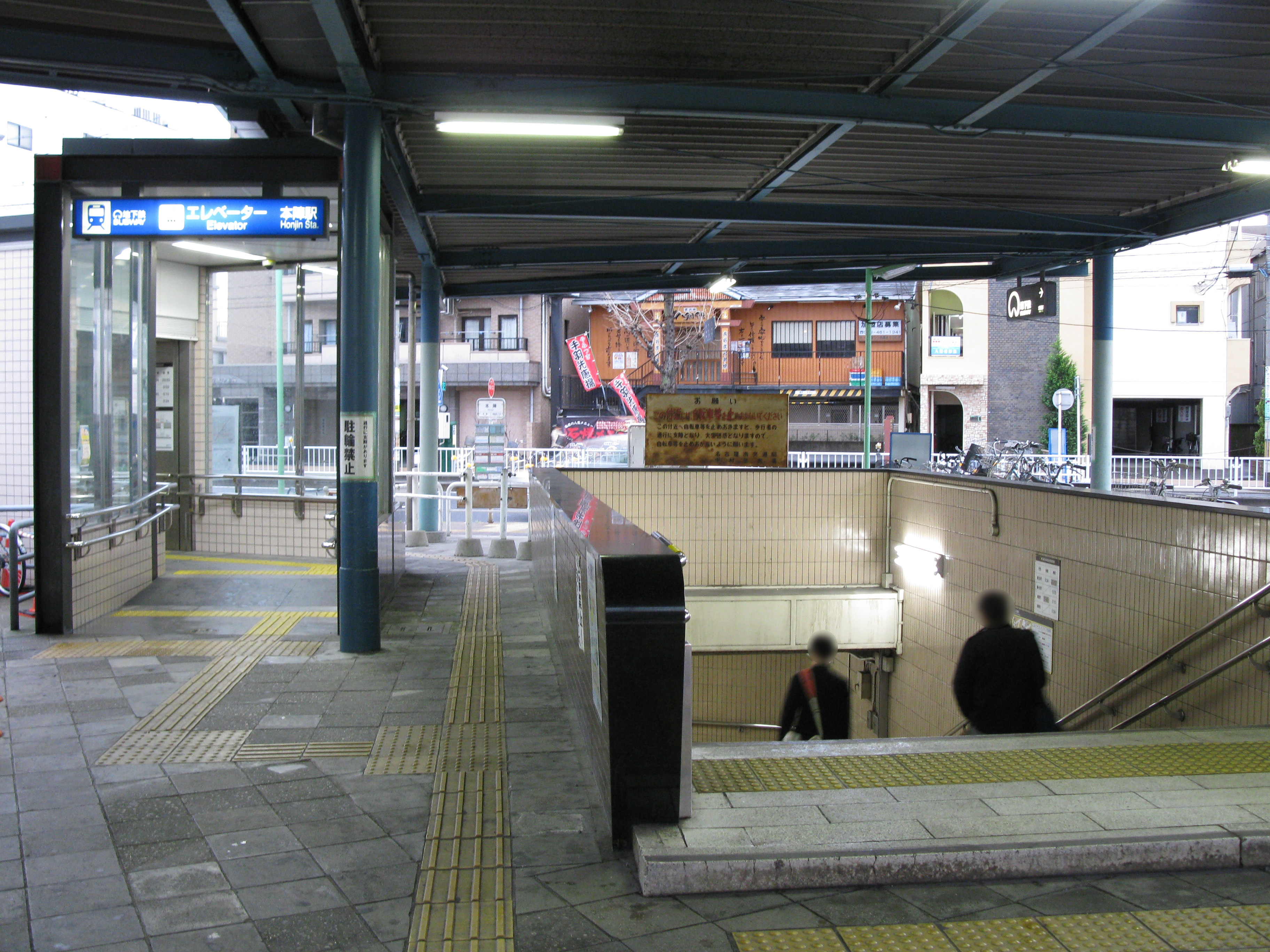
Acceso N° 4.
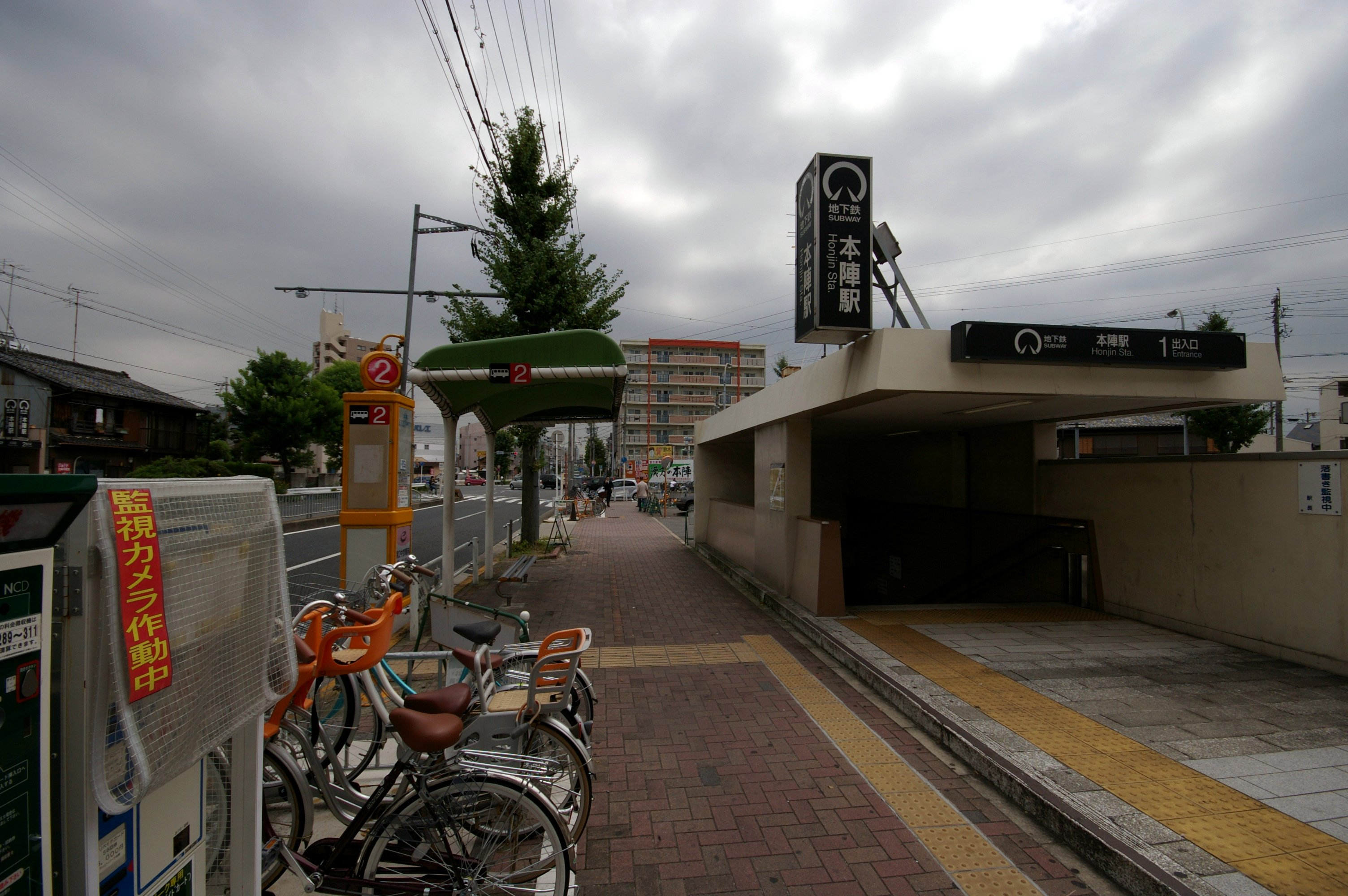
Acceso N° 1.